# C3A1 (mina)
C3A1 – kanadyjska mina przeciwpiechotna. Posiada minimalną ilość części metalowych co sprawia, że jest trudna do wykrycia przy pomocy wykrywaczy saperskich. Z tego powodu często zaopatrywana jest w metalowy pierścień ułatwiający wykrycie. Mina C3A1 jest ustawiana ręcznie. Po wbiciu w ziemię należy usunąć metalowy klips dzięki czemu możliwe jest wciśnięcie pokrywy zapalnika. Detonacja następuje pod naciskiem 6–8 kg. Mina C3A1 poza Kanadą znajduje się na uzbrojeniu US Armed Forces (jako M25), armii japońskiej (Type 67) oraz armii argentyńskiej, brazylijskiej i chilijskiej. Wersja C3A2 jest elaborowana materiałem wybuchowym oznaczonym jako Comp A5. C3A1 i C3A2 są nieoficjalnie nazywane Elsie.